# Joaquim Tenreiro
Joaquim Albuquerque Tenreiro (Melo, 1906 - Itapira, 1992) fue uno de los principales diseñadores de muebles y artistas visuales de mediados del siglo XX en Brasil.

## Biografía
Nació en Portugal, en el seno de una familia de ebanistas que, a finales de 1910, emigró a Río de Janeiro (Brasil). Retornaron a Portugal en 1914, y trabajó con su padre como carpintero. Tenreiro volvió definitivamente a Brasil en 1928 y empezó a trabajar para la firma de Laubisch Hirth, entre otras. A principios de los años 1940, fue uno de los primeros diseñadores de Brasil en adaptar el estilo modernista europeo y el funcionalismo a la industria del mueble. Sus esfuerzos iniciales, incluyendo en 1942 las sillas ligeras (Poltrona Leve) para la residencia de Francisco Inácio Peixoto, alcanzaron un éxito considerable, lo que le permitió en 1943 fundar su propia firma, Langenbach & Tenreiro. Uno de sus principales clientes fue el arquitecto brasileño, Oscar Niemeyer, que le solicitó distintos encargos para sus casas. 
Tenreiro desarrolló un estilo propio, aprovechando las calidades de la madera del país y técnicas locales de trabajo, tanto en madera como en caña. Su mecedora de 1947 (Cadeira de Embalo), todavía está en producción. Tenreiro abandonó el negocio de muebles a finales de los años 1960 para concentrar su actividad artística en la pintura y la escultura, en la que ya había empezado a interesarse de joven, cuando asistió a clases de dibujo en el Liceo Literario Portugués y, más tarde, en el Liceo de Artes y Oficios de Río de Janeiro. De hecho, en 1931 participó en el llamado Núcleo Bernardelli, del modernismo brasileño. En 1970 fue galardonado como Escultor del año por la Asociación Paulista de Críticos de Arte.